# SN 2008at
SN 2008at – supernowa typu Ia odkryta 2 marca 2008 roku w galaktyce UGC 5645. W momencie odkrycia miała maksymalną jasność 16,50m.